# جون دبليو. فوجت جونيور
جون دبليو. فوجت جونيور (بالإنجليزية: John W. Vogt, Jr.)‏ هو ضابط أمريكي، ولد في 18 مارس 1920 في إليزابيث في الولايات المتحدة، وتوفي في 16 أبريل 2010 في ملبورن في الولايات المتحدة.